# Sarakína (Thessalonique)
Pour les articles homonymes, voir Sarakína.
Sarakína (grec moderne : Σαρακήνα) est une localité située dans le dème de Langadás, dans le district régional de Thessalonique, dans la periphérie de Macédoine-Centrale, en Grèce.
Selon le recensement de 2011, elle compte 71 habitants.